# ヘキサフルオロリン酸
ヘキサフルオロリン酸（ヘキサフルオロリンさん、hexafluorophosphoric acid）は、化学式が HPF6 と表される無機化合物である。遊離酸として単離できない（H+は単独で存在せず、他の化学種に配位結合する）ため、溶液の状態で使われる。非配位陰イオンのヘキサフルオロリン酸イオンから誘導される。